# Trioxys tenuicaudis
Trioxys tenuicaudis är en stekelart som beskrevs av Jaroslav Stary 1978. Trioxys tenuicaudis ingår i släktet Trioxys, och familjen bracksteklar. Arten är reproducerande i Sverige.